# Schizolobium parahyba
Schizolobium parahyba ist ein Baum aus der Familie der Hülsenfrüchtler, in der Unterfamilie der Johannisbrotgewächse, aus dem nördlichen Südamerika und Mittelamerika bis ins südliche Mexiko.

## Beschreibung

### Vegetative Merkmale
Schizolobium parahyba ist ein extrem schnellwüchsiger, laubabwerfender Baum mit ausladender Krone, der Wuchshöhen von über 30 Meter erreicht. Es werden flache Brettwurzeln ausgebildet. Der Stamm ist meist nur an älteren Exemplaren und an der Krone verzweigt und er kann einen Durchmesser von bis zu 100 Zentimeter erreichen. Bei jungen Exemplaren ist der stark harzhaltig Stamm klebrig. Schizolobium parahyba kann 3–5 Meter pro Jahr in die Höhe wachsen und ist damit einer der schnellwüchsigsten Bäume weltweit. Die glatte Borke ist grünlich-bräunlich bis gräulich und mit vielen größeren Blattnarben gezeichnet.
Die sehr langen, gestielten und farnartigen, spiralig angeordneten Laubblätter sind doppelt paarig gefiedert und an jüngeren Pflanzen bis über 1,5 Meter lang, später sind sie einiges, etwas mehr als die Hälfte, kürzer. Die primären Fiedern sind kurz gestielt, mit vielen kleinen, länglichen, fast sitzenden und abgerundeten sowie 2–3 Zentimeter langen Blättchen. Die Nebenblätter sind abfallend oder fehlen. Die Blätter werden in der Blüte oft abgeworfen.

### Generative Merkmale
Es werden vielblütige, achsel- oder endständige traubige bis rispige Blütenstände gebildet. Die gestielten, gelben Blüten sind zwittrig und fünfzählig mit doppelter Blütenhülle. Der feinhaarige Kelch ist gelb-bräunlich mit freien und ausladenden bis zurückgelegten, dreieckförmigen Lappen. Die leicht rüschigen, dachziegelig angeordneten Petalen sind in einen kürzeren Nagel und eine Platte gegliedert. Die freien, leicht ungleichen, 10 Staubblätter mit dicklichen Staubfäden sitzen am Rand des Blütenbechers. Der kurz gestielte, längliche und kurzhaarige Fruchtknoten ist mittelständig und seitlich im Blütenbecher. Der gebogene Griffel ist dünn mit einer kleinen, kopfigen Narbe.
Es werden einsamige, flache und eiförmige, braune sowie ledrige Hülsenfrüchte gebildet. Sie sind bis etwa 10–12 Zentimeter lang und 3–5 Zentimeter breit. Die harten und flachen, bräunlichen Samen sind elliptisch und bis etwa 1,5–2 Zentimeter lang und sie liegen in einem dünnen, im Umriss fruchtgleichen, papierig-membranösen, flügeligen und hellbräunlichen Endokarp, welches sich zur Reife vom verwachsenen Exo- und Mesokarp trennt. Dadurch können die Samen durch den Wind ausgebreitet werden.
Die Chromosomenzahl beträgt 2n = 26.

## Systematik
Die Erstbeschreibung des Basionyms  Cassia parahyba erfolgte 1825 [1827] durch José Mariano da Conceição Vellozo in Florae Fluminensis… 168, [… icones T. 4] Tab. 71, die Umteilung in die Gattung Schizolobium erfolgte 1919 durch Sidney Fay Blake in Contr. U.S. Natl. Herb. 20: 240. Weitere Synonyme sind Caesalpinia parahyba Allemão, Schizolobium amazonicum Huber ex Ducke, Schizolobium excelsum Vogel, Schizolobium glutinosum Tul., Schizolobium parahyba  var. amazonicum (Huber ex Ducke) Barneby.
Der Gattungsname Schizo-lobium bezieht sich auf die Aufteilung der reifen Hülsenfrucht in einen inneren und äußeren Teil.

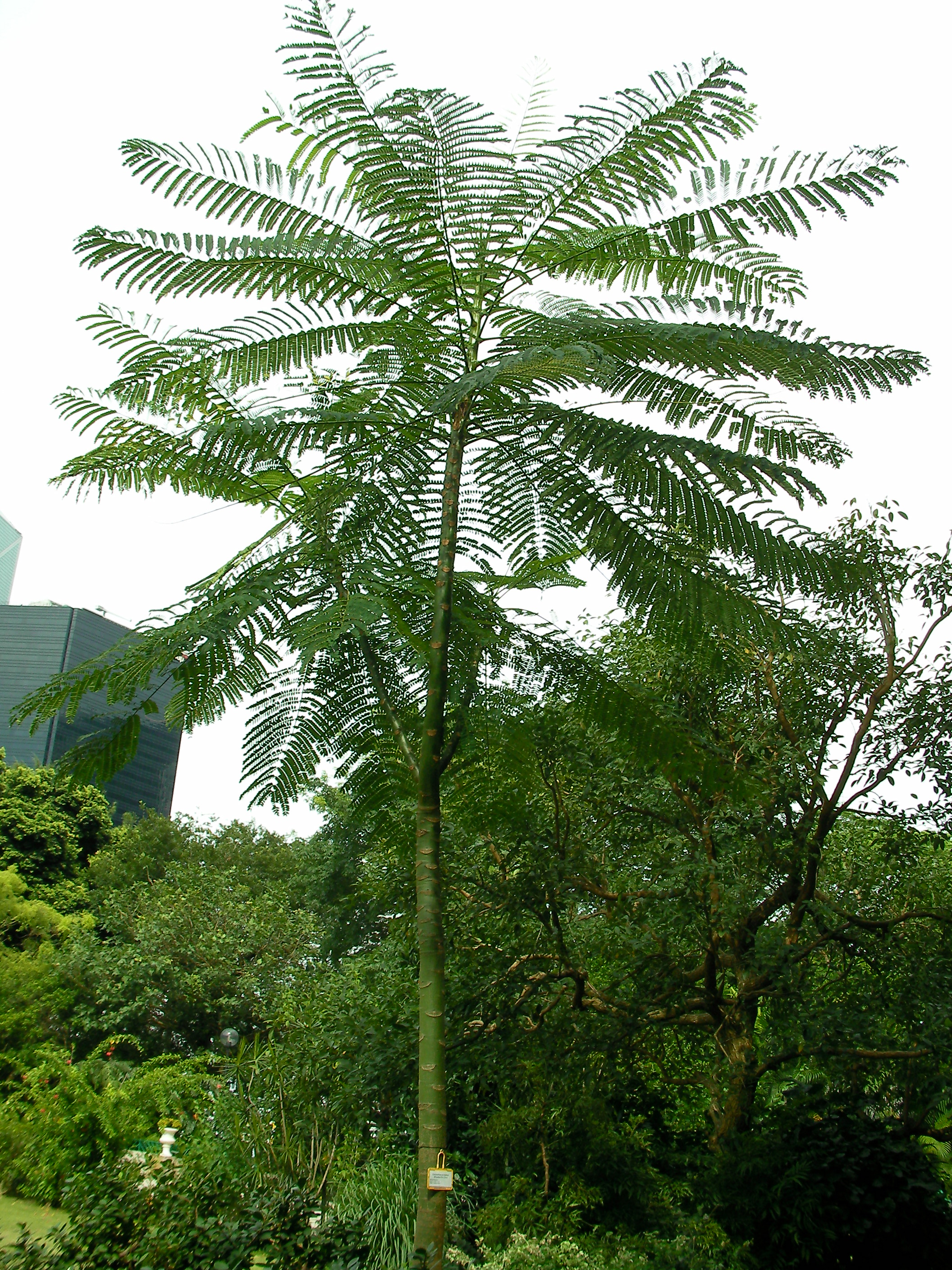
Junger Schizolobium parahybum mit sehr langen Blättern
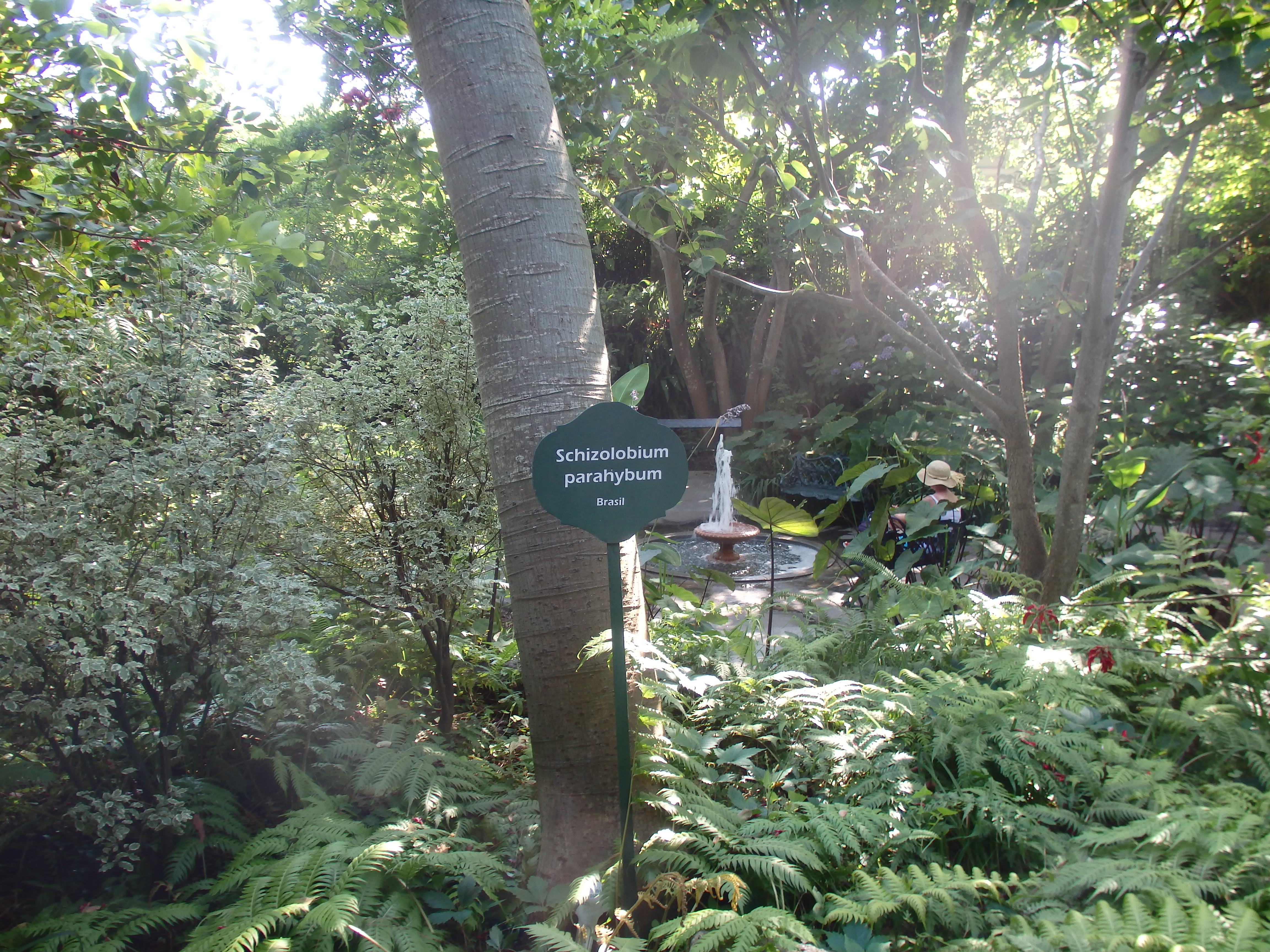
Stamm mit vielen Blattnarben
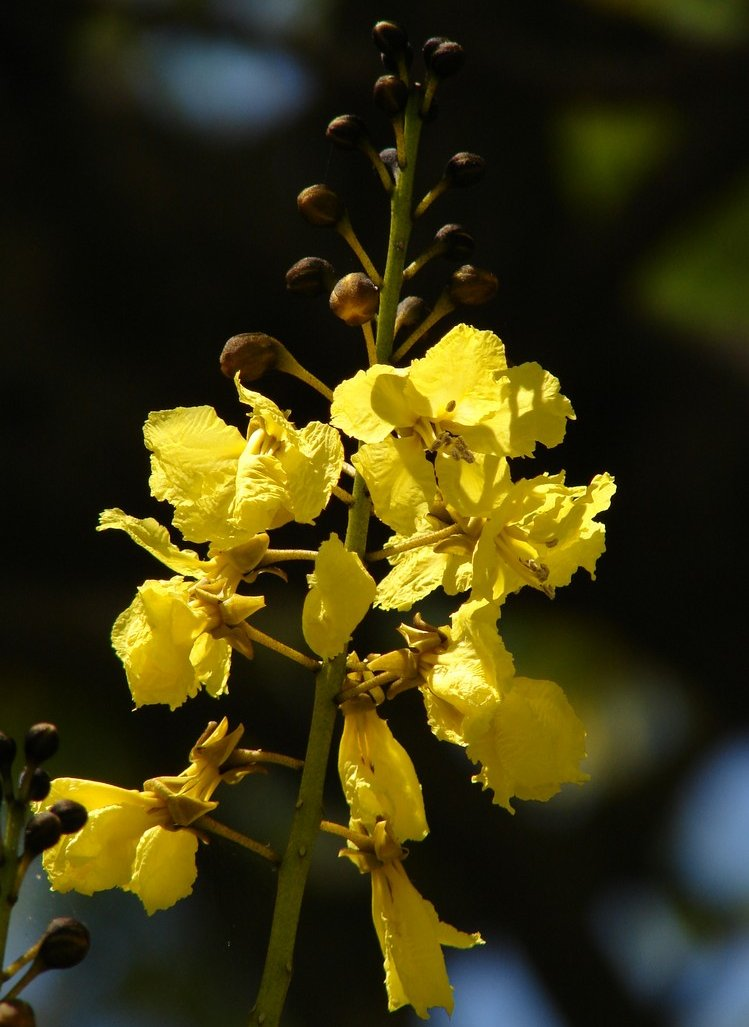
Blüten und Blütenstand von Schizolobium parahyba
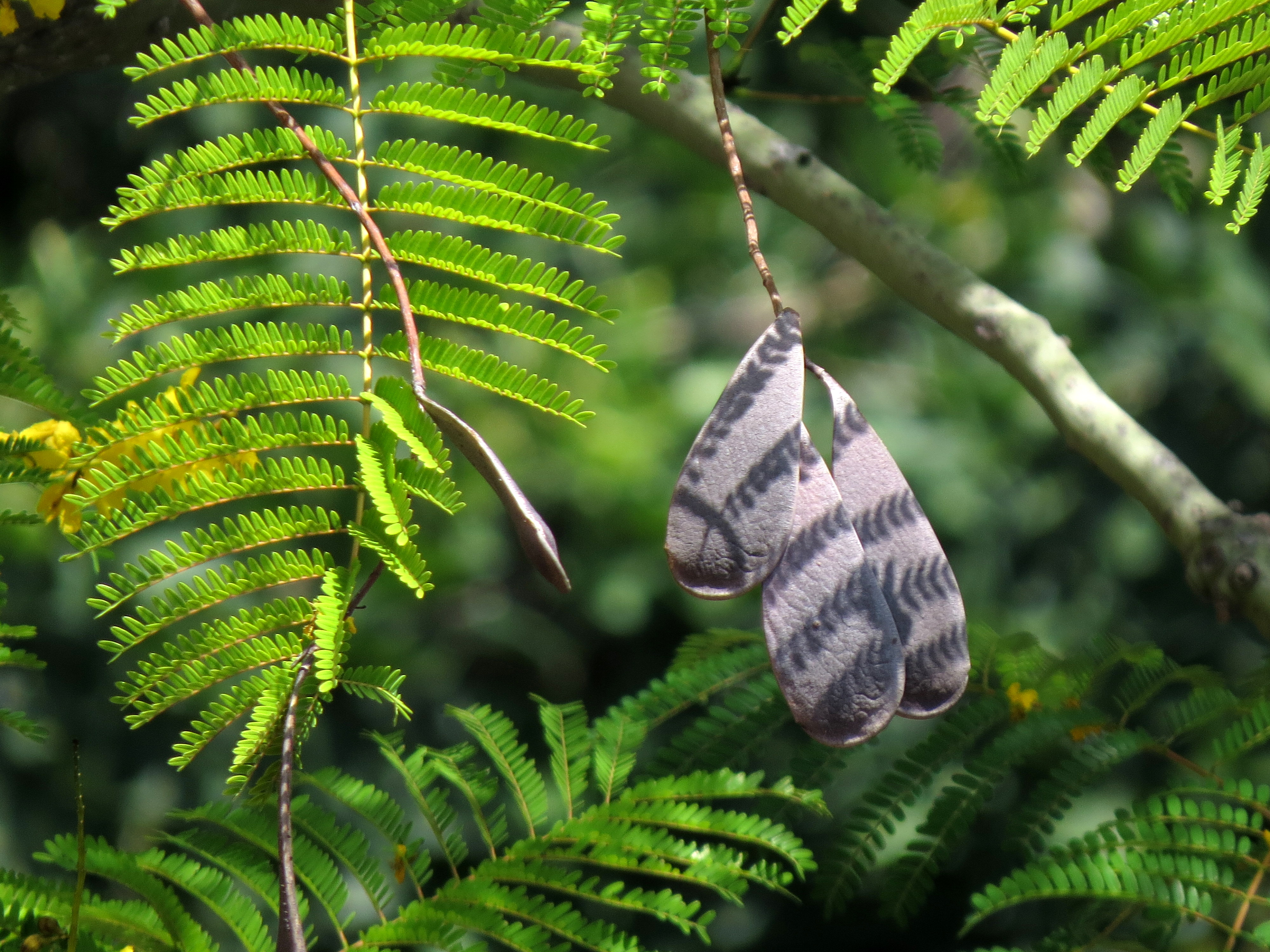
Blätter und Hülsenfrüchte
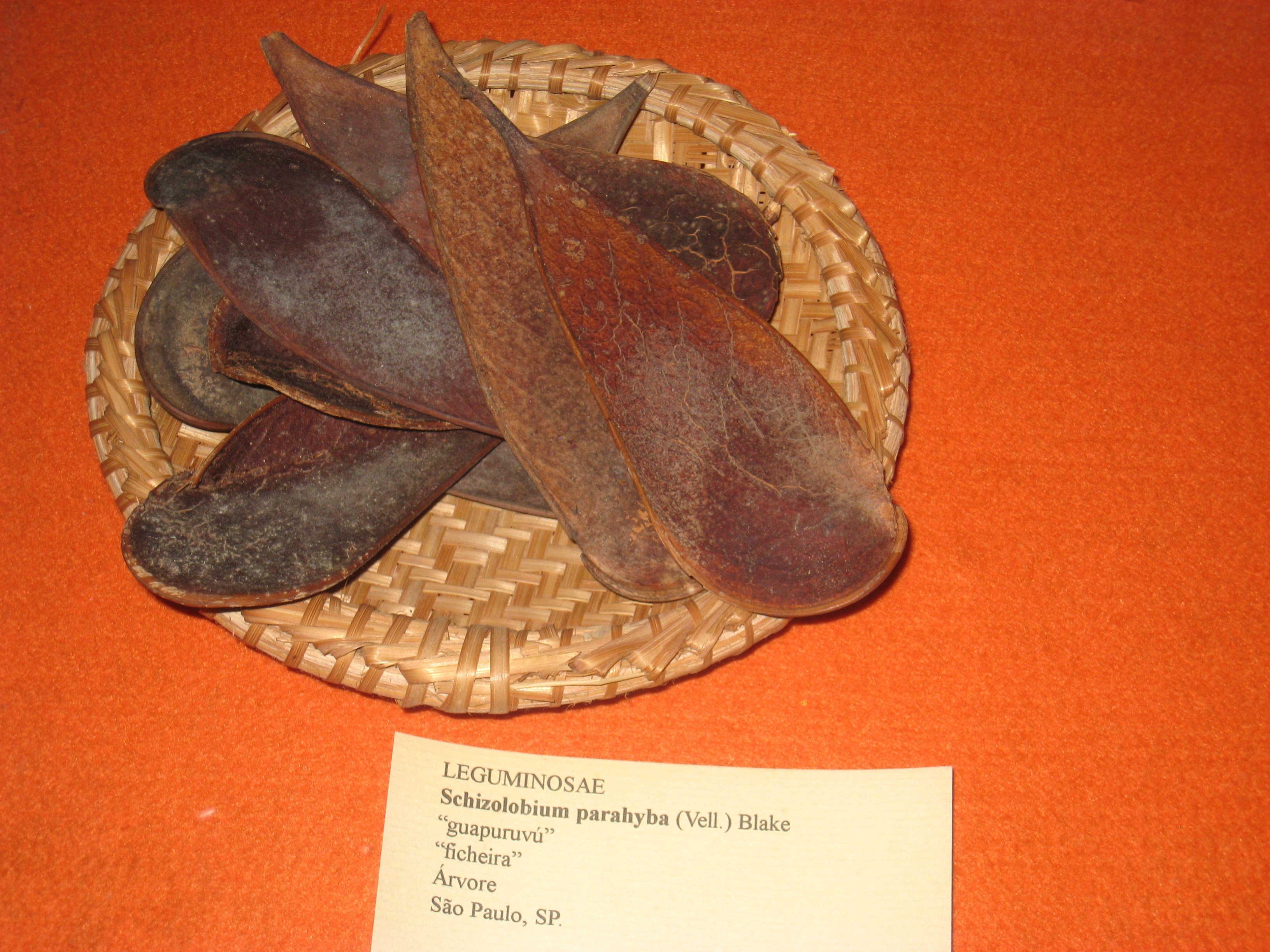
Hülsenfrüchte von Schizolobium parahyba